# آلبرت براون (بازیکن فوتبال، زاده ۱۸۷۹)
آلبرت براون (انگلیسی: Albert Brown; ۱ آوریل ۱۸۷۹ – ۶ آوریل ۱۹۵۵) بازیکن فوتبال اهل بریتانیا بود.
از باشگاه‌هایی که در آن بازی کرده‌است می‌توان به باشگاه فوتبال پرستون نورث اند، باشگاه فوتبال کویینز پارک رنجرز، باشگاه فوتبال ساوت‌همپتون، باشگاه فوتبال استون ویلا، باشگاه فوتبال بلکپول، و باشگاه فوتبال تاموورث اشاره کرد.